# Hudud al-'Alam
 Ḥudūd al-ʿālam (en àrab: حدود العالم, literalment 'Les fronteres del món') és un llibre de geografia del segle X, escrit en persa per un autor desconegut, originari de Guzgan (hui al nord d'Afghanistan). El títol complet és حدود العالم من المشرق الی المغرب (Ḥudūd al-ʿĀlam min al-Mashriq ilá l-Maghrib, Les fronteres del món de l'Orient a l'Occident). El text persa l'edità V. V. Barthold a Leningrad (Sant Petersburg) el 1930.
En la traducció anglesa de l'obra del 1937, Vladímir Minorsky va traduir el títol com a Les regions del món, amb aquest comentari al pròleg:
"The word ḥudūd (properly 'boundaries') in our case evidently refers to the 'regions within definite boundaries' into which the world is divided in the Ḥ.-'Ā., the author indicating with special care the frontiers of each one of these areas, v.i., p. 30. [As I use the word "region" mostly for nāḥiyat it would have been better, perhaps, to translate Ḥudūd al-Ālam as "The limited areas of the World". ("La paraula ḥudūd (literalment 'fronteres') evidentment es refereix en el nostre cas a les "regions dins de límits definits" en què es divideix el món de Ḥ.-'Ā., i l'autor n'indica acuradament els límits de cadascuna; vegeu més avall p. 30. [Com que utilitzo la paraula regió més sovint per a nāḥiyat, potser hauria estat millor traduir Ḥudūd al-Ālam com 'Les regions delimitades del món'.]" (Traducció lliure de Hudud al-'alam: Les regions del món, prefaci del traductor, p. vii, nota 2).)

## Contingut
Acabat l'any 982 (372 de l'Hègira, el llibre està dedicat a Abu 'l-Harith Muhammad b. Ahmad, governant de la dinastia farighúnida. L'autor n'és desconegut, però Vladimir Minorsky suggereix que podria haver estat compost pel misteriós Cha'ya ibn Farighun, autor d'una enciclopèdia pionera de la ciència, la Jawāmeʿ al-ʿUlum, per a un emir de Chaghāniān a l'alt Amudarià a mitjan segle X. El text que tenim del Ḥudūd al-ʿĀlam forma part d'un manuscrit més gran que conté altres textos:
1. una còpia del Jahān-Nāmeh ('El llibre del món') de Muḥammad ibn Najīb Bakrān;
2. un breu passatge sobre música;
3. el Ḥudūd al-ʿĀlam;
4. el Jāmiʿ al-ʿUlūm ('Suma de coneixements') de Fakhr-ad-Din ar-Razí.

El Ḥudūd al-ʿĀlam ofereix molta informació sobre el món d'aleshores. L'autor descriu països (nāḥiyat), pobles, llengües, costums, dietes, religions, productes autòctons, ciutats, rius, mars, llacs, illes, l'estepa, el desert, la topografia, la política, les dinasties, i el comerç. El món habitat es divideix en Àsia, Europa i... "Líbia" (és a dir, el Magrib). L'autor compta 45 països al nord de l'equador.
L'autor mai no va visitar aquests països en persona, sinó que en compilar llibres i llegendes. No indica pas les seues fonts, però els historiadors n'han deduït algunes, com ara, el Kitab al-masalik wa al-mamalik d'Al-Istakhrí, o les obres d'Abu Abdallah al-Jayhani i Ibn Khurradàdhbih.
Entre altres, el Hudud al-'alam sembla esmentar el Kaganat Rus; designa el rei de Rus' com a Khāqān-i Rus. L'autor desconegut sembla que es basa en fonts del segle IX.

## Redescobriment i traducció
L'orientalista rus Alexander Tumansky va descobrir un manuscrit que contenia una còpia d'aquest text el 1892 a Bukharà. El llibre, el va copiar el cronògraf persa Abu l-Mu'ayyad ʿAbd al-Qayyūm ibn al-Ḥusain ibn 'Alī al-Farīsī el 1258. Una edició facsímil amb introducció i índex la publicà Vassili Vladímirovitx Bartold el 1930. Vladmir Minorsky va produir-ne una edició anglesa acuradament anotada el 1937, i Manouchehr Sotudeh va imprimir el text persa el 1962.

## Interés
Els capítols d'aquest tractat geogràfic que descriuen els límits del món musulmà són de gran interés històric. L'obra també conté descripcions que es troben entre les primeres dels pobles túrquics de l'Àsia central. Cal destacar que l'estil i la llengua arcaics del Hudud el converteixen en un document valuós per a l'estudi de la llengua persa.